# Hydaticus fijiensis
Hydaticus fijiensis är en skalbaggsart som beskrevs av Régimbart 1899. Hydaticus fijiensis ingår i släktet Hydaticus och familjen dykare. Inga underarter finns listade i Catalogue of Life.